# Петър I (Кипър)
Петър I Кипърски или Петър I де Лузинян (на френски: Pierre I de Lusignan; * 9 октомври 1328, Никозия; † 16 януари 1369, Никозия) е от 1359 до 1369 г. крал на Кипър.

## Живот
Произлиза от династията Лузинян. Той е син на крал Хуго IV (1294 – 1359) и втората му съпруга Алиса де Ибелин († 1386), дъщеря на Ги де Ибелин († 1308), сенешал на Кипър. Най-малкият му брат е Якоб I (1334 – 1398).
Петър е от 1347 до 1358 г. титулуван граф на Триполи и титулуван крал на Йерусалим (1358 –1369). От 1360 г. той се нарича крал на Армения.
Петър планува да се започне отново с кръстоносните походи. Той се среща с папа Урбан V, крал Жан II от Франция и император Карл IV и образува голяма кръстоносна армия, която се събира на 30 август 1365 в Родос. Християнската армия включва английски, френски и кипърски рицари, както и хоспиталиери – общо 10 000 мъже и 1400 коня, натоварени на флот от 165 кораба. Вече в морето се разбира, че целта е Александрия в Египет. На 10 октомври 1365 градът е завладян и ограбен, а плячката е закарана за сигурност в Кипър. След нападения в Триполи и Тартус войската се разпръска.
Военните действия са прекалено големи за острова. Бароните въстават, заподозрени са и братята и съпругата му Елеонора Арагонска. През януари 1369 г. кралят е изненадан в съня си с неговата любовница Жана л'Алеман от Йоханес от Гаурел, Хайнрих от Гибелет и Филип от Ибелин и му отсичат члена и главата. Погребан е в църквата Св. Доминик в Никозия.
Вдовицата му Елеонора Арагонска е регентка от 1369 до 1379 г.

## Фамилия
Петър е женен за пръв път от 1342 г. за Ешива от Монфор († пр. 1353), дъщеря на Рубен и Мария от Ибелин.
За втори път той се жени през 1353 г. за Елеонора Арагонска (* 1333; † 26 декември 1416, Барцелона), дъщеря на инфант Педро Арагонски (1305 – 1381) и Йохана от Фоа, и сърегентка в Кипър от 1369 до 1379 г. Тя е внучка на крал Хайме II Арагонски. Деца от втория брак:
- Петър II (* ок. 1357 † 1382), става негов наследник, женен 1376 за Валентина Висконти, дъщеря на Бернабо Висконти, господар на Милано
- Маргарета († ок. 1397), сгодена 1376 за Карло Висконти господар на Парма, син на Бернабо Висконти, господар на Милано, омъжена 1385 за нейния братовчед Жак де Лузинян, титуларграф на Триполи († пр. 1397) (Лузиняни)
- Ешива († пр. 1369)